# Neuroscelio orientalis
Neuroscelio orientalis (лат.) — вид наездников рода Neuroscelio из семейства Neuroscelionidae (ранее в Scelionidae, по другим классификациям). Вьетнам.

## Описание
Мелкие наездники, длина 1,37 мм. Голова, мезосома (кроме мезоскутеллюма) темно-коричневые; мезоскутеллюм, метасома обычно светло-коричневого цвета, тергиты T6—T7 желтоватые, передние края тергита T1 и стернита S1 такие же тёмные, как мезосома; тазики медово-желтые, остальная часть ног светло-желтые; антенномеры A1—A5 жёлтые, A6—A12 немного темнее. От близких видов отличается следующими признаками: темя, мезоскутум и мезоскутеллюм тонко морщинистые, без точек; метаскутеллум невооружённый, крупный. Глаза опушенные. Усики 12-члениковые. Брюшко короткое и широкое. Предположительно, как и близкие группы, паразитоиды яиц насекомых.